# アップルブロッサムハンデキャップ
アップルブロッサムハンデキャップ（Apple Blossom Handicap）は、アメリカ合衆国のオークローンパーク競馬場にて、毎年4月中旬に開催される競馬の競走である。2010年は後述のように、別定戦のアップルブロッサム招待（Apple Blossom Invitational）として開催された。

## 概要
グレード制ではGIに類される。ダート8.5ハロンで施行され、出走条件は4歳以上牝馬。主にアメリカ中部の有力牝馬が顔をそろえるレースである。アゼリが3連覇したことで有名なレースでもある。

## 2010年：アップルブロッサム招待
2010年のレースについては、主催者であるオークローンパーク競馬場が前年度のエクリプス賞年度代表馬のレイチェルアレクサンドラと、前年度のエクリプス賞最優秀古馬牝馬でブリーダーズカップクラシック優勝馬のゼニヤッタとの対決の舞台とするために、施行条件を大きく変更しレース名も「アップルブロッサム招待」として開催する提案を行った。すなわち、
1. 距離を0.5ハロン延長して9ハロン（約1811m）とする。
2. 賞金総額を当時の50万ドルの10倍の500万ドルとする。
3. レースをハンデ戦から全馬123ポンド（約55.8kg）の定量戦に変更する。
4. 出走頭数を10頭に制限する。

というものである。ただし、レイチェルアレクサンドラとゼニヤッタの一頭でも出走登録後出走しないときは2.が例年通りの50万ドルとなり、一頭でも出走登録すらしない場合には、前記2.の変更に加え、3.が負担重量117ポンド（約53.1kg）、GI優勝馬6ポンド増（123ポンド）、GI優勝馬を除く重賞優勝馬3ポンド増（120ポンド/約54.4kg）の別定戦に変更、4.の出走頭数制限が撤廃となる。
さらに、調整の遅れを理由に出走を渋るレイチェルアレクサンドラ陣営に対し、開催日を予定より1週間遅くする条件を提示し、結果的に両陣営とも出走の意思を表明した。しかし、レイチェルアレクサンドラは前哨戦に負けた後に出走回避を表明。5頭立てとなり前記の条件となったレースは予定通り出走したゼニヤッタが圧勝した。

## 近年の勝ち馬
- 2025年 Thorpedo Anna
- 2024年	Adare Manor
- 2023年	Clairiere
- 2022年 Letruska
- 2021年 Letruska
- 2020年 Ce Ce
- 2019年 Midnight Bisou
- 2018年 Unbridled Mo
- 2017年 Stellar Wind
- 2016年 Forever Unbridled
- 2015年 Untapable[1]
- 2014年 Close Hatches[2]
- 2013年 On Fire Baby
- 2012年 Plum Pretty
- 2011年 Havre de Grace
- 2010年 Zenyatta（この年のみ9ハロンの別定重量で施行）
- 2009年 Seventh Street
- 2008年 Zenyatta
- 2007年 Ermine
- 2006年 Spun Sugar
- 2005年 Dream Of Summer
- 2004年 Azeri
- 2003年 Azeri
- 2002年 Azeri